# Ocotea guianensis
Ocotea guianensis là loài thực vật có hoa trong họ Nguyệt quế. Loài này được Aubl. miêu tả khoa học đầu tiên năm 1775.